# マーティン・ヘルマン
マーティン・エドワード・ヘルマン（英: Martin Edward Hellman、1945年10月2日 - ）は、ホイットフィールド・ディフィーやラルフ・マークルと共に公開鍵暗号を発明したことで知られる暗号研究者。ニューヨーク市生まれ。

## 経歴
ヘルマンとディフィーの論文 New Directions in Cryptography は1976年に発表された。これは革新的な暗号鍵配布方法を示したもので、暗号における基本的問題とされていた鍵配布の問題解決に迫るものだった。これは今日、Diffie-Hellman鍵共有として知られている。この論文によって、公開鍵暗号のアルゴリズム研究が公然と行われるようになった。
ヘルマンはブロンクス科学高校を卒業後、1966年にニューヨーク大学で学士号を取得し、スタンフォード大学で1967年に修士、1969年に Ph.D を取得している（いずれも電気工学）。
1968年から1969年にかけて、IBM のワトソン研究センターに勤務し、暗号研究者ホルスト・ファイステルに出会った。1969年から1971年にかけて、マサチューセッツ工科大学で助教授を務めた。1971年にスタンフォード大学の教授となり、1996年に名誉教授となるまで務めた。
ヘルマンとディフィーは2000年、公開鍵暗号に関する業績と暗号を学問分野にまで高めた功績により、マルコーニ財団のフェローに選ばれ、2010年ハミングメダル、2015年チューリング賞を共同受賞した。